# Kemény Dénes (politikus)
Magyargyerőmonostori báró Kemény Dénes, (Csekelaka, 1803. – Buda, 1849. február 17.) politikus, belügyminisztériumi államtitkár az 1848–49-es forradalom és szabadságharc alatt.

## Életrajza
Régi nemesi család sarja, apja Kemény András, anyja Kendeffy Róza voltak. Családja ugyanazon ágából származott, mint Kemény Zsigmond író, publicista. Iskoláit 1822-ben fejezte be, ekkor a marosvásárhelyi királyi táblára ment joggyakorlata, ahol hamar alaposan beásta magát Erdély múltjának, jogainak s törvényeinek tanulmányozására Szent Istvántól kezdve a korabeli javaslatokig. Ebbéli ismereteit és kutatásait évekkel később egy könyv formájában kívánta megjelentetni, melyben a törvényeket különválasztotta a visszaélésektől, amelyek valódi értelmét magyarázatokkal látta el, igyekezett pontosan bemutatni a törvényhozásban előfordult következetlenségeket és ellenmondásokat, illetve összeállította és egyeztette az addig elszórt ismereteket. A kiadás azonban – tőle független okokból – elmaradt. Ekkortájt fordult a politizálás felé.
Idősebb Bethlen Jánossal, Wesselényi Miklóssal és Szász Károllyal az 1830-as években párttá alakult alkotmányos ellenzék egyik vezetője volt. Alsófehér vármegyében 1834-ig tiszteletbeli főjegyző volt. Kemény hatására szerveződött tiltakozás a nem az országgyűlés által megválasztott, így Erdély közjogának nem megfelelő kormányszék és a megyei hivatalnokok törvénytelen állása ellen, mely végül minden II. Lipót császár és királlyal kötött alapszerződés óta elkövetett összes sérelemre kiterjedt.
1834-ben az 1811 óta először összehívott országgyűlésbe Alsó-Fehér vármegye követeként vett részt, ahol a radikális Wesselényi Miklós báró és a mérsékeltebb Szász Károly és köreik között foglalt állást. Az 1837-es országgyűlésen már nemcsak vezérszónoka, de feje is lett az ellenzéknek, ahogy az 1841-es országgyűlésen is. Befolyása ekkor volt a legnagyobb. 
Alsó-Fehér vármegye liberális arisztokratáival, a Zeykek, Kemények, Bánnfyak, Kendeffyek, Wesselényiek körében csekelaki udvarházából Kemény Dénes is a nagyenyedi Kemény-Zeyk-udvarházba járt az 1831–1834-beli megyegyűlések s az 1841 és 46-beli országgyűlések politikai előkészítése érdekében.
Az 1848–49-es forradalom és szabadságharc előestéjén az 1848-as pesti nemzetgyűlésen ismét Alsó-Fehér vármegye képviselőjeként jelent meg és az alakuló Batthyány-kormány a Belügyminisztérium államtitkárává nevezte ki. A kormány lemondását követően alakult Országos Honvédelmi Bizottmány Kossuth Lajos javaslatára több más államtitkárral együtt 1848. október 3-án a tagjai közé választotta. Ekkor már a mérsékelt elvek embere volt és mindenkor legitimista maradt, ami népszerűségének gyors zuhanásával járt.
Betegségét „a haza sorsa feletti mély bánat okozta”; nem sokkal Buda ostroma előtt halt meg, testét a budai köztemetőben helyezték örök nyugalomra. A debreceni országgyűlésen Kazinczy Gábor mondott róla nekrológot.

## Családja
Feleségül vette magyargyerőmonostori báró Kemény Katalint (1804–1895), nyolc gyermekük született:
- Gábor (1830–1888) politikus, előbb földmívelés-, ipar- és kereskedelemügyi miniszter, majd közmunka- és közlekedésügyi miniszter
- Géza (1832–1911)
- Ilona (1832–1883); férje: magyargyerőmonostori báró Kemény Domokos (1835–1902)
- Sarolta
- Berta
- Emma
- Dénes
- Gyerő